# ثورة جانكيس
ثورة ماسيسي  أو ثورة جانسيك كانت حركة ثورية بقيادة الصرب في منطقة جراديسكا ضد الحكم العثماني في إيالة البوسنة. ولقد اندلعت الثورة في شهر سبتمبر من عام 1809 عقب حرمان الصرب من حقوقهم الاقتصادية والوطنية والدينية.

## التمرد
مع الانتفاضة الصربية الأولى التي اندلعت في سنجق سميدريفو عام 1804، بدأت أيضًا أفعال المطالبين بالحرية غرب درينا، لا سيما بعد النصر الصربي الحاسم في معركة ميسار (1806). كما وصل المحاربون (قطاع الطرق) من صربيا، ونشطوا بشكل خاص في كوزارا.
كان جوفان جانسيك ساراجليجا هو المنظم للانتفاضة بمساعدة متروبوليتان بندكت كرالجيفك. ولقد شعر العثمانيون أنه يخطط لشيء ما، ولذلك زادوا من أعمالهم الإجرامية بحق الشعب وفر كرالجيفك إلى النمسا. وفي أثناء التخطيط للعملية، تحول جانسيك إلى النمسا وفرنسا طلبًا للمساعدة، ولكنه لم يحقق أي نجاح. وفي خضم معضلة ما إذ كان سيتم بدء الانتفاضة دون التخطيط الجيد، تبادرت الأحداث.
حمل المزارعون السلاح يوم 23 سبتمبر 1809 في منطقة جراديسكا بدءًا من ماسيسي. وبدأ القتال يوم 25 سبتمبر، وفي مساء لية 25/26 سبتمبر، ألقى العثمانيون الذين قاموا بحشد جيش قوي بإلقاء القبض على جانسيك في منزله. وهنا تملك الخوف من بقية الثوار وتُركوا دون قائد وانسحبوا إلى قراهم. ولم يستمر سوى الثوار في كوزارا وموتاجيكا، وأبدوا مقاومةً شديدة، وتمكن العثمانيون أخيرًا من سحقهم في منتصف شهر أكتوبر بعد أن أحرقوا القرى ونهبوها. وكان السكان الرومان الكاثوليكيون (الكرواتيون المحليون وغيرهم) في الجبهة البوسنية ينوون الانضمام إلى الانتفاضة، ولكنهم لم يفعلوا أبدًا. وبعد القضاء على الثوار، ألقت الحكومة العثمانية في المنطقة القبض على قادة الثورة وأعدمتهم.
لقد اندلعت ثورة أخرى عام 1834 عقب ثورة القس جوفيكا في ماسيسي.

## وصلات خارجية
- Јанчићева буна